# Club de Gimnasia y Tiro
Club Gimnasia y Tiro – argentyński klub piłkarski z siedzibą w mieście Salta.

## Osiągnięcia
- Awans do pierwszej ligi (Primera división argentina): 1994, 1997

## Historia
Klub założony został 18 marca 1905 roku. W roku 1979 i 1981 Gimnasia y Tiro grał o mistrzostwo Argentyny Nacional. Klub obecnie gra w czwartej lidze argentyńskiej Torneo Argentino B (spadł z trzeciej ligi w 2005 roku).